# Från där jag ropar
Från där jag ropar är ett musikalbum av Hästpojken, utgivet den 28 december 2009.
Första singeln från skivan var "Gitarrer & bas, trummor & hat" vilken blev en hit på Trackslistan i början av 2010. Även den andra singeln "Jag e jag" blev en Trackshit.

## Låtlista
1. "Små korta stunder"
2. "Jag förväntar mig ingenting"
3. "Ett bättre djur"
4. "Gitarrer & bas, trummor & hat"
5. "Medan vi faller"
6. "När jag drömmer"
7. "Jag ser solen i dig (men den ser inte mig)"
8. "Katarina är ett hål"
9. "Jag e jag"
10. "Skadekontroll"
11. "Från där jag ropar"

## Mottagande
Skivan snittar på 3,7/5 på Kritiker.se, baserat på nitton recensioner.

## Listplaceringar
| Lista (2010) | Topplacering |
| ------------ | ------------ |
| Sverige      | 7            |